# Ärkebiskopsvalet i Svenska kyrkan 2013
Ärkebiskopsvalet i Svenska kyrkan 2013 ägde rum den 15 oktober 2013 och ledde till att Antje Jackelén valdes till ärkebiskop av Uppsala med 55,9 procent av rösterna.
Eftersom Jackelén ensam fick över 50 procent av rösterna i den första valomgången utsågs hon till vinnare och någon andra valomgång behövdes inte.
Anders Wejryd avgick som ärkebiskop den 14 juni 2014 och dagen därpå togs Jackelén emot som ny ärkebiskop i Uppsala domkyrka.

## Kandidater
Det fanns fem kandidater till ärkebiskopsstolen.
- Antje Jackelén, biskop i Lunds stift, ansågs på förhand vara favorit till posten,[2] fick 51% av rösterna i provvalet[3] och 56 % av rösterna i det slutliga valet[4].
- Johan Dalman, domprost i Strängnäs domkyrkoförsamling fick 2,9 % av rösterna.[4]
- Cristina Grenholm, teol.dr, kyrkosekreterare vid Kyrkokansliet i Uppsala fick 7,1 % av rösterna.[4]
- Ragnar Persenius, biskop i Uppsala stift fick 33,1 % av rösterna.[4]
- Per Eckerdal, biskop i Göteborgs stift fick 0,6 % av rösterna.[4]

## Profilfrågor
Valrörelsen tilldrog sig i sitt slutskede massmediernas intresse. Detta skedde till följd av att en av Sveriges mest ansedda teologer, Eva Hamberg, valde att lämna Svenska kyrkan. Hamberg lämnade kyrkan i en protest mot den ”inre sekulariseringen” och politiseringen av Svenska kyrkan, som hon menade kom till synes i flertalet kandidaters ovilja att svara ja på frågan om Jesus ger en sannare bild av Gud än vad Muhammed gör. Dessutom lyfte hon fram socialdemokraternas uppmaning till medlemmarna att rösta i kyrkovalet oavsett om de är engagerade i kyrkan eller ej. Hon hänvisade också till Jackeléns förnekande av jungfrufödelsen.
Kandidaterna ovilja att svara på frågan om Jesus och Muhammed fick stöd av åtta teologi-professorer. Frågan ansågs provocerande och att den skulle ställa en minoritets tro mot majoriteten, vilket kunde leda till ännu mer marginalisering av dem.
Enligt Elisabeth Sandlund, ledarskribent på den kristna dagstidningen Dagen, har ärkebiskopsvalet satt ljuset på den stora skiljelinjen i Svenska kyrkan. Denna skulle stå mellan å ena sidan dem som ”står för en klassisk kristen tro”, där Bibeln är Guds ord även i vår tid, och att Jesus är Jesus Kristus, Guds son och världens frälsare. Å den andra sidan av huvudfåran skulle finnas de som har en friare syn på bibelordet, betonar att Bibeln alltid måste tolkas och anser att Jesus inte är den enda vägen till Gud. Hon spekulerade om att valet kan bli början på en framtida splittring av Svenska kyrkan.